# Cầu diệp màng
Cầu diệp màng (danh pháp hai phần: Bulbophyllum hymenanthum) là một loài phong lan thuộc chi Bulbophyllum. Loài này phân bố ở Thái Lan, Ấn Độ, Việt Nam và Malaysia (bang Sabah).